# Miguel Ángel Martín Perdiguero
Miguel Ángel Martín Perdiguero (San Sebastián de los Reyes, 14 oktober 1972) is een voormalig Spaans wielrenner, beroeps van 1997 tot 2006. Martín was een allrounder en beschikte over een degelijke sprintsnelheid. De familienaam van zijn moeder is Perdiguero, maar doorgaans werd Martín met zijn dubbele achternaam genoemd. Dat men hem louter Perdiguero noemde is fout doch dit werd eveneens een gewoonte bij verslaggeving. Juister is het om hem simpelweg Miguel Ángel Martín te noemen. 

## Carrière
De in San Sebastián de los Reyes bij Madrid geboren Martín Perdiguero, die bijna altijd bij zijn dubbele achternaam wordt genoemd, werd prof in 1997 bij Kelme. Zijn eerste overwinning boekte hij in 1999, toen hij voor ONCE reed: een etappezege in de Ronde van Burgos. Een jaar later won hij de Gran Premio Miguel Induráin. Martín Perdiguero kon zich redelijk goed plaatsen in een massasprint waardoor hij diverse etappes in kleinere Spaanse wedstrijden (onder meer de Ronde van Asturië en de Euskal Bizikleta) wist te winnen. Dat Martín Perdiguero ook in de bergen behoorlijk mee kan komen bewees hij in 2004 toen hij drie etappes in de Ronde van Catalonië wist te winnen, en ook de eindzege in die ronde opeiste. Later dat jaar won hij ook nog de Clásica San Sebastián. Hij reed toen bij Saunier Duval, maar stapte aan het eind van het seizoen over naar Phonak. In 2006 besloot hij met wielrennen te stoppen.

## Overwinningen
1999
- 2e etappe Ronde van Burgos

2000
- 4e etappe Ronde van La Rioja
- Eindklassement Ronde van La Rioja
- Puntenklassement Ronde van La Rioja
- Grote Prijs Miguel Indurain

2001
- 1e etappe Ronde van Asturië
- 1e etappe Clásica Alcobendas

2002
- 3e etappe Euskal Bizikleta
- 3e etappe Ronde van Asturië
- 4e etappe Catalaanse Week

2003
- 3e etappe Ronde van Castilië en León
- Trofeo Pantalica
- 4e etappe Ronde van Valencia

2004
- 5e etappe Ronde van Asturië
- 1e etappe Euskal Bizikleta
- 2e etappe Euskal Bizikleta
- 2e etappe Ronde van Catalonië
- 3e etappe Ronde van Catalonië
- 4e etappe Ronde van Catalonië
- Eindklassement Ronde van Catalonië
- Clásica Ciclista San Sebastián

## Resultaten in voornaamste wedstrijden
| Jaar | Ronde van Italië | Ronde van Frankrijk | Ronde van Spanje |
| ---- | ---------------- | ------------------- | ---------------- |
| 1998 | buiten tijd      |                     |                  |
| 1999 | 73e              |                     | 61e              |
| 2000 | 37e              |                     |                  |
| 2001 |                  |                     | opgave           |
| 2002 |                  |                     | 42e              |
| 2003 |                  |                     | 36e              |
| 2004 |                  |                     | opgave           |
| 2006 |                  | opgave              | opgave           |

| Jaar | Milaan-San Remo | Ronde van Vlaanderen | Amstel Gold Race | Luik-Bast.‑Luik | Ronde van Lombardije | Clásica San Sebastián |  | WK op de weg |  | Wereldranglijsten |
| ---- | --------------- | -------------------- | ---------------- | --------------- | -------------------- | --------------------- |  | ------------ |  | ----------------- |
| 1998 |                 | opgave               |                  |                 |                      |                       |  |              |  |                   |
| 1999 |                 | opgave               | opgave           | opgave          |                      | 103e                  |  | 28e          |  |                   |
| 2000 |                 |                      |                  |                 |                      | 9e                    |  | 37e          |  |                   |
| 2001 |                 | opgave               |                  |                 |                      |                       |  |              |  |                   |
| 2002 | 37e             |                      | opgave           |                 |                      |                       |  |              |  |                   |
| 2003 | 41e             |                      | 70e              | 60e             | 5e                   |                       |  |              |  |                   |
| 2004 | 9e              |                      |                  | 36e             |                      | ↑                     |  |              |  |                   |
| 2005 |                 |                      | 5e               | 7e              | 18e                  | 128e                  |  | 47e          |  |                   |
| 2006 | 83e             |                      | 7e               | 6e              |                      |                       |  |              |  | 60e (UPT)         |